# Augusto Bruschettini
Augusto Bruschettini (Senigallia, 26 dicembre 1841 – Ancona, 11 febbraio 1907) è stato un avvocato e politico italiano.

## Biografia
Volontario con Garibaldi nel 1867, è stato consigliere comunale e provinciale di Ancona e deputato per due legislature alla Camera. Ha fatto parte della massoneria italiana del Grande Oriente d'Italia. 